# Selección de fútbol sala de Uruguay
- No confundir con Selección de fútbol de salón de Uruguay que compite en los torneos de la AMF.

La Selección de fútbol sala de Uruguay es el equipo que representa al Uruguay en las competiciones oficiales de fútbol sala organizadas por la Conmebol y la FIFA.
Ha sido subcampeona en 2 ocasiones de la Copa América de Futsal.
Actualmente es dirigida por el uruguayo Diego D`Alessandro.

## Estadísticas

### Copa Mundial de Futsal FIFA
| Copa Mundial de fútbol sala de la FIFA | Copa Mundial de fútbol sala de la FIFA | Copa Mundial de fútbol sala de la FIFA | Copa Mundial de fútbol sala de la FIFA | Copa Mundial de fútbol sala de la FIFA | Copa Mundial de fútbol sala de la FIFA | Copa Mundial de fútbol sala de la FIFA | Copa Mundial de fútbol sala de la FIFA |
| Año                                    | Ronda                                  | J                                      | G                                      | E                                      | P                                      | GF                                     | GC                                     |
| -------------------------------------- | -------------------------------------- | -------------------------------------- | -------------------------------------- | -------------------------------------- | -------------------------------------- | -------------------------------------- | -------------------------------------- |
| 1989                                   | Sin participación                      | Sin participación                      | Sin participación                      | Sin participación                      | Sin participación                      | Sin participación                      | Sin participación                      |
| 1992                                   | Sin participación                      | Sin participación                      | Sin participación                      | Sin participación                      | Sin participación                      | Sin participación                      | Sin participación                      |
| 1996                                   | Segunda ronda                          | 6                                      | 3                                      | 1                                      | 2                                      | 17                                     | 17                                     |
| 2000                                   | Primera ronda                          | 3                                      | 1                                      | 0                                      | 2                                      | 7                                      | 8                                      |
| 2004                                   | No clasificó                           | No clasificó                           | No clasificó                           | No clasificó                           | No clasificó                           | No clasificó                           | No clasificó                           |
| 2008                                   | Primera ronda                          | 4                                      | 0                                      | 1                                      | 3                                      | 6                                      | 14                                     |
| 2012                                   | No clasificó                           | No clasificó                           | No clasificó                           | No clasificó                           | No clasificó                           | No clasificó                           | No clasificó                           |
| 2016                                   | No clasificó                           | No clasificó                           | No clasificó                           | No clasificó                           | No clasificó                           | No clasificó                           | No clasificó                           |
| 2021                                   | No clasificó                           | No clasificó                           | No clasificó                           | No clasificó                           | No clasificó                           | No clasificó                           | No clasificó                           |
| 2024                                   | No clasificó                           | No clasificó                           | No clasificó                           | No clasificó                           | No clasificó                           | No clasificó                           | No clasificó                           |
| Total                                  | 3/10                                   | 13                                     | 4                                      | 2                                      | 7                                      | 30                                     | 39                                     |

### Copa América de Futsal
| Copa América de Futsal | Copa América de Futsal | Copa América de Futsal | Copa América de Futsal | Copa América de Futsal | Copa América de Futsal | Copa América de Futsal | Copa América de Futsal |           |
| Año                    | Ronda                  | J                      | G                      | E                      | P                      | GF                     | GC                     |           |
| ---------------------- | ---------------------- | ---------------------- | ---------------------- | ---------------------- | ---------------------- | ---------------------- | ---------------------- | --------- |
| 1992                   | No participó           | No participó           | No participó           | No participó           | No participó           | No participó           | No participó           |           |
| 1995                   | Tercer lugar           | Sin datos              | Sin datos              | Sin datos              | Sin datos              | Sin datos              | Sin datos              | Sin datos |
| 1996                   | Subcampeón             | 4                      | 2                      | 1                      | 1                      | 8                      | 13                     |           |
| 1997                   | Cuarto lugar           | Sin datos              | Sin datos              | Sin datos              | Sin datos              | Sin datos              | Sin datos              | Sin datos |
| 1998                   | Tercer lugar           | Sin datos              | Sin datos              | Sin datos              | Sin datos              | Sin datos              | Sin datos              | Sin datos |
| 1999                   | Cuarto lugar           | 3                      | 0                      | 0                      | 3                      | 3                      | 21                     |           |
| 2000                   | Tercer lugar           | 4                      | 3                      | 0                      | 1                      | 22                     | 9                      |           |
| 2003                   | Cuarto lugar           | 6                      | 2                      | 0                      | 4                      | 21                     | 30                     |           |
| 2008                   | Subcampeón             | 5                      | 2                      | 1                      | 2                      | 14                     | 19                     |           |
| 2011                   | Fase de grupos         | 4                      | 2                      | 1                      | 1                      | 11                     | 4                      |           |
| 2015                   | Sexto lugar            | 4                      | 0                      | 1                      | 3                      | 5                      | 11                     |           |
| 2017                   | Cuarto lugar           | 6                      | 2                      | 2                      | 2                      | 22                     | 20                     |           |
| 2022                   | Quinto lugar           | 5                      | 2                      | 1                      | 2                      | 9                      | 7                      |           |
| 2024                   | Quinto lugar           | 5                      | 3                      | 0                      | 2                      | 9                      | 7                      |           |
| Total                  | 13/14                  | 46                     | 18                     | 7                      | 21                     | 123                    | 131                    |           |

### Eliminatorias Sudamericanas
| Eliminatorias Sudamericanas de Futsal | Eliminatorias Sudamericanas de Futsal | Eliminatorias Sudamericanas de Futsal | Eliminatorias Sudamericanas de Futsal | Eliminatorias Sudamericanas de Futsal | Eliminatorias Sudamericanas de Futsal | Eliminatorias Sudamericanas de Futsal | Eliminatorias Sudamericanas de Futsal |
| Año                                   | Ronda                                 | J                                     | G                                     | E                                     | P                                     | GF                                    | GC                                    |
| ------------------------------------- | ------------------------------------- | ------------------------------------- | ------------------------------------- | ------------------------------------- | ------------------------------------- | ------------------------------------- | ------------------------------------- |
| 2012                                  | Quinto lugar                          | 5                                     | 3                                     | 0                                     | 2                                     | 16                                    | 13                                    |
| 2016                                  | Cuarto lugar                          | 6                                     | 2                                     | 1                                     | 3                                     | 16                                    | 17                                    |
| 2020                                  | Sexto lugar                           | 5                                     | 2                                     | 0                                     | 3                                     | 7                                     | 14                                    |
| Total                                 | 3/3                                   | 16                                    | 7                                     | 1                                     | 8                                     | 39                                    | 44                                    |

## Otras competiciones no oficiales

### Al-Fateh Futsal Continental Cup
- Libia 2009 - Subcampeón

### Juegos Suramericanos
- Medellín 2010 - Subcampeón

### Sudamericano de Futsal Sub-20
- Brasil 2004 - 3.º puesto
- Venezuela 2006 - 4.º puesto
- Colombia 2008 - 8.º puesto
- Colombia 2010 - 4.º puesto
- Venezuela 2012 - 7.º puesto
- Brasil 2014 - 5.º puesto
- Uruguay 2016 - 4.º puesto
- Perú 2018 - 7.º puesto